# Galop infernal d'Orphée aux Enfers
Le Galop infernal d'Orphée aux Enfers de Jacques Offenbach (1819-1880) est une célèbre musique, composée pour son opéra bouffe Orphée aux Enfers, créé en 1858 dans son théâtre des Bouffes-Parisiens. L'arrangement d'Isaac Strauss pour les bals de l'Opéra est repris par le célèbre French cancan de 1868 (plus célèbre œuvre d'Offenbach, et plus célèbre des cancan-chahut-cancan du monde).

## Histoire

Orphée aux Enfers du théâtre des Bouffes-Parisiens en 1866

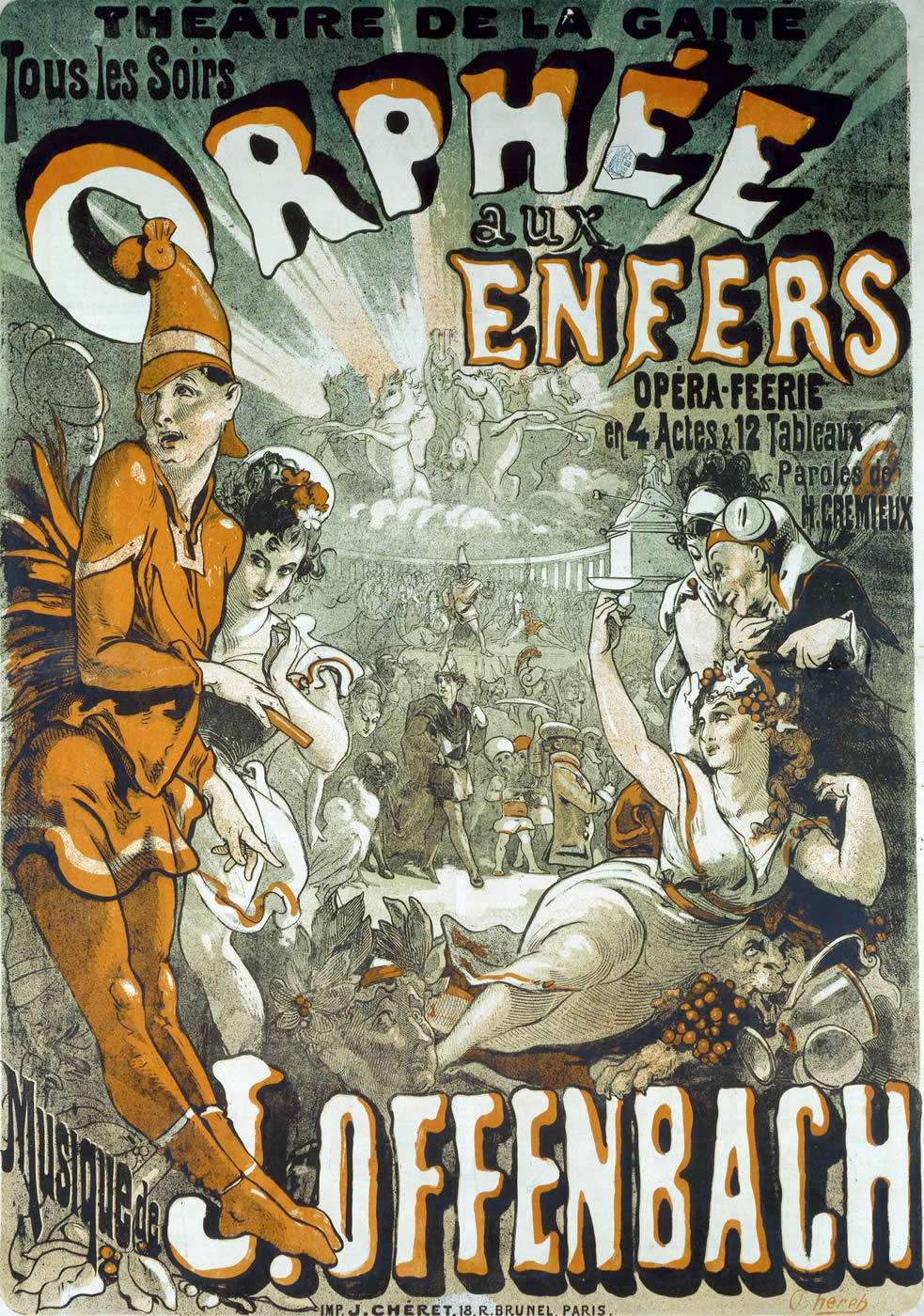
Orphée aux Enfers du théâtre de la Gaîté de Paris de 1874

En 1855, Jacques Offenbach, alors âgé de 36 ans, fonde son théâtre des Bouffes-Parisiens, pour y créer l'« opéra bouffe » (catégorie d'opéra-comique traitant de sujet comique ou léger) ou considéré comme « le roi du Second Empire » du monde du spectacle, il joue ses propres compositions avec un important succès international.  
Il y crée le 21 octobre 1858 son opérette d’opéra bouffe la plus célèbre Orphée aux Enfers (en deux actes, sur un livret d'Henri Crémieux et Ludovic Halévy) avec un immense succès qui consacre sa gloire dans le monde entier, avec de prodigieuses recettes, dans un décor féerique de grand spectacle, avec un important casting, des costumes somptueux (de bas noirs, porte-jarretelles, et frou-frou) dans un décor de Gustave Doré, sur le thème de la folle histoire de crise de couple et de divorce d'Orphée et Eurydice, des dieux de l'Olympe en révolte, et d’Enfers orgiaques où chacun ne pense qu’à son propre plaisir festif et libertin...
Son « Galop infernal d'Orphée aux Enfers » est inspiré entre autres des cancans en vogue des années 1820, et chahut-cancan de 1836... « Ce bal est original, d’un galop infernal, donnons tous le signal, vive le galop infernal !, Amis, vive le bal ! La la la la la la » (chanté en chœur par les dieux de l'Olympe Pluton, Jupiter, Vénus, et Eurydice). 
Cette opérette extravagante, provocatrice, impertinente, caustique, insolente, à l'humour saignant, au rythme infernal et jubilatoire, est une parodie satirique des précédentes versions lyriques du mythe d'Orphée, et de la vie des dieux de l'Olympe de la mythologie grecque, et indirectement du Second Empire de l'empereur Napoléon III, et d'une partie de la société parisienne frivole et canaille à la recherche du plaisir à tout prix de son époque (proche de celle décrite caricaturalement dans son opéra bouffe La Vie parisienne de 1866 où d'autres galops vont être composés, notamment Feu partout, lâchez tout, final de l'acte 3). Elle choque et scandalise profondément une partie du public de l'époque pour « outrage public à la pudeur et à la morale ». L'empereur Napoléon III assiste personnellement au spectacle en avril 1860, et salue le talent d’Offenbach, à la suite de quoi il fait donner la nationalité française sur ordre personnel au compositeur d'origine allemande, puis le décore l'année suivante de l'ordre de Chevalier de la Légion d'honneur. 
Cette œuvre est reprise et arrangée en particulier à Londres pour la création du célèbre French cancan (cancan français) de 1868 (musique emblématique entre autres des célèbres spectacles parisiens des Moulin-Rouge, Lido, ou Folies Bergère). Après s’être exilé volontairement en Espagne et en Angleterre à cause de ses origines allemandes en disgrâce pendant la guerre franco-allemande de 1870, il revient à Paris à la fin de la guerre en 1871, avec des reprises somptueuses de ses grands succès dans son théâtre de la Gaîté de Paris, avec entre autres une nouvelle version d'opéra féerique triomphale d'Orphée aux Enfers de 1874 (en quatre actes et douze tableaux).
L'œuvre est également reprise en particulier pour le ballet la Gaîté Parisienne de 1938 de Léonide Massine...

## Opéra comique
- 1858 : Orphée aux Enfers, opéra bouffe de Jacques Offenbach, au théâtre des Bouffes-Parisiens
- 1875 : Orphée aux Enfers, opéra féerique de Jacques Offenbach (nouvelle version en quatre actes et douze tableaux) au théâtre de la Gaîté de Paris

## Au cinéma
- 1952 : Moulin Rouge, de John Huston[11]
- 1955 : French Cancan, de Jean Renoir, avec Jean Gabin
- 1960 : Can-Can, de Walter Lang, avec Frank Sinatra, Shirley MacLaine, Maurice Chevalier, et Louis Jourdan[12]
- 1997 : Titanic de James Cameron : musique jouée par l'orchestre, dans les moments critiques du naufrage. Un passager de 3e classe dit à ce moment-là « De la musique pour me noyer, je sais que je suis en 1re classe. »
- 2001 : Moulin Rouge, de Baz Luhrmann, avec Nicole Kidman